# Ван ден Ардвег, Герард
Герард ван ден Ардвег (нидерл. Gerard van den Aardweg, род. 1936[…], Харлем) — нидерландский психолог и психотерапевт, занимающийся частной практикой. Он писал о гомосексуальности, парапсихологии, околосмертном опыте, против абортов и в защиту семейных ценностей.

## Биография
Ван ден Ардвег получил степень доктора психологии в 1967 году в Амстердамском университете, тема диссертации — «Гомофилия, невроз и навязчивая жалость к себе». Это была первая диссертация по гомосексуальности в Нидерландах.

## Взгляды на природу гомосексуальности
Ван ден Ардвег отвергает идею о том, что гомосексуальность является врожденной чертой. Его книга «Homosexuality and Hope» (с англ. — «Гомосексуальность и надежда») 1985 года включала утверждения, что «гомосексуальность — просто своего рода невроз», а представители ЛГБТ являются жертвами жалости к себе. Родители якобы могут предотвратить возникновение гомосексуальности у детей, подав им пример нормальных отношений между мужчиной и женщиной. Кроме того, гомосексуальность якобы можно излечить с помощью «юмористической терапии», которая подразумевает высмеивание своего «инфантильного я» и его жалоб.
На данный момент гомосексуальность не считается болезнью ни в DSM от АПА, ни в МКБ от ВОЗ. Множеством крупных ассоциаций в сфере здравоохранения терапия гомосексуальности признана псевдонаучной и опасной. В отчёте Американской психологической ассоциации был сделан вывод, что теории, связывающие семейную динамику, гендерную идентичность или травму с возникновением гомосексуальности, не подтверждаются доказательствами, как и эффективность репаративной терапии. Неэффективность и потенциальная опасность репаративной терапии подтверждаются обзором и систематическим обзором исследований.
Ван ден Ардвег был членом научного консультативного комитета NARTH, сейчас он входит в совет консультантов Международной федерации терапевтического выбора, входящей в состав зонтичной организации, созданной NARTH. Книга ван ден Ардвега «The Battle for Normality: Self-Therapy for Homosexual Persons» (с англ. — «Битва за нормальность: самолечение для гомосексуальных людей») 1997 года продавалась на сайте NARTH. В книге приводятся четыре работы дискредитированного психолога Пола Камерона, который является разработчиком гомофобной псевдонауки, часто используемой гомофобными группами в Соединенных Штатах.

## Конспирологические теории
В интервью изданию «The Irish Times» ван ден Ардвег поддерживал различные теории заговора. Так, он заявлял, что богатые организации пытаются навязать миру аборты, гомосексуальность и масонство, чтобы «нанести удар по нормальному браку и семье, и с этой целью они используют гомосексуальное движение, движение за сексуальные права».
Кроме того, ван ден Ардвег утверждал, что нацистская партия основана гомосексуалами — это утверждение было популяризировано американским анти-гей активистом Скоттом Лайвли в его дискредитированной книге о Холокосте «Розовая свастика».

## Изучение паранормальных явлений
В книге «Hungry Souls: Supernatural Visits, Messages, and Warnings from Purgatory» (с англ. — «Голодные души: сверхъестественные посещения, сообщения и предупреждения из Чистилища») ван ден Ардвег описывал «достоверные, проверенные церковью рассказы о посещениях земли мёртвыми из Чистилища».